# Badia de Jóncols
La badia de Jóncols és una badia dels municipis de Cadaqués i Roses (Alt Empordà), situada al Parc Natural del Cap de Creus, entre el cap Norfeu al sud, i les puntes del Pelegrí i de sa Figuera al nord. Al fons de la badia hi ha la platja de cala Jóncols, cap a l'est hi ha la petita platja de la Punta del Pebre, i cap al sud la platja del Canadell.
El litoral és alt i abrupte, format per esquistos amb conglomerats de ciment calcari. La vegetació és escassa, amb pins i els darrers càdecs que es troben més al nord. És remarcable la lleterassa (Euphorbia dendroides).
El nom prové dels joncs que hi ha a la riera de Jóncols, que desemboca a la cala Jóncols.